# Lincoln Square (Chicago)
Pour les articles homonymes, voir Lincoln Square.

Situation de Lincoln Square dans la ville de Chicago

Lincoln Square est l'un des 77 secteurs communautaires de la ville de Chicago aux États-Unis. Situé dans le nord de la ville, il compte environ 44 000 habitants. 
Dans ce secteur se trouve le prestigieux Chicago Landmark du Krause Music Store, mais aussi le cimetière de Rosehill, l'un des plus anciens des États-Unis.

## Éducation
Établissements scolaires:
- Chicago Public Schools
- Lycée Français de Chicago[1],[2]